# Marie-Agnes Strack-Zimmermann
Marie-Agnes Strack-Zimmermann de soltera Jahn, (Düsseldorf 10 de marzo de 1958) es una política alemana del Partido Liberal Democrático (FDP) que se ha desempeñado como miembro del Bundestag para el estado de Renania del Norte-Westfalia desde 2017.

## Trayectoria
Tras la elección de Christian Lindner como presidente del FDP en 2013, Strack-Zimmermann se convirtió en uno de sus adjuntos. Se desempeñó como parte de la dirección del partido hasta 2019, cuando fue reemplazada por Nicola Beer.
Strack-Zimmermann se convirtió en miembro del Bundestag en las elecciones federales alemanas de 2017. A partir de entonces formó parte del Comité de Defensa y del Comité de Construcción, Vivienda, Desarrollo Urbano y Autoridades Locales. Se desempeña como portavoz de política de defensa de su grupo parlamentario y portavoz de política de gobierno local.
En las negociaciones para formar la llamada coalición semáforo del Partido Socialdemócrata (SPD), el Partido Verde y el FDP después de las elecciones federales de 2021, Strack-Zimmermann formó parte de la delegación de su partido en el grupo de trabajo sobre política exterior, defensa., cooperación al desarrollo y derechos humanos, copresidido por Heiko Maas, Omid Nouripour y Alexander Graf Lambsdorff .
Desde 2021, Strack-Zimmermann se desempeña como presidente del Comité de Defensa. 